# Gråvingegräsmal
Gråvingegräsmal, Elachista canapennella är en fjärilsart som först beskrevs av Jacob Hübner 1813. Enligt Catalogue of Life är det vetenskapliga namnet istället Elachista pulchella beskriven med det namnet av Adrian Hardy Haworth 1828. Gråvingegräsmal ingår i släktet Elachista, och familjen gräsmalar, Elachistidae. Arten är reproducerande i Sverige. Inga underarter finns listade i Catalogue of Life.

## Bildgalleri

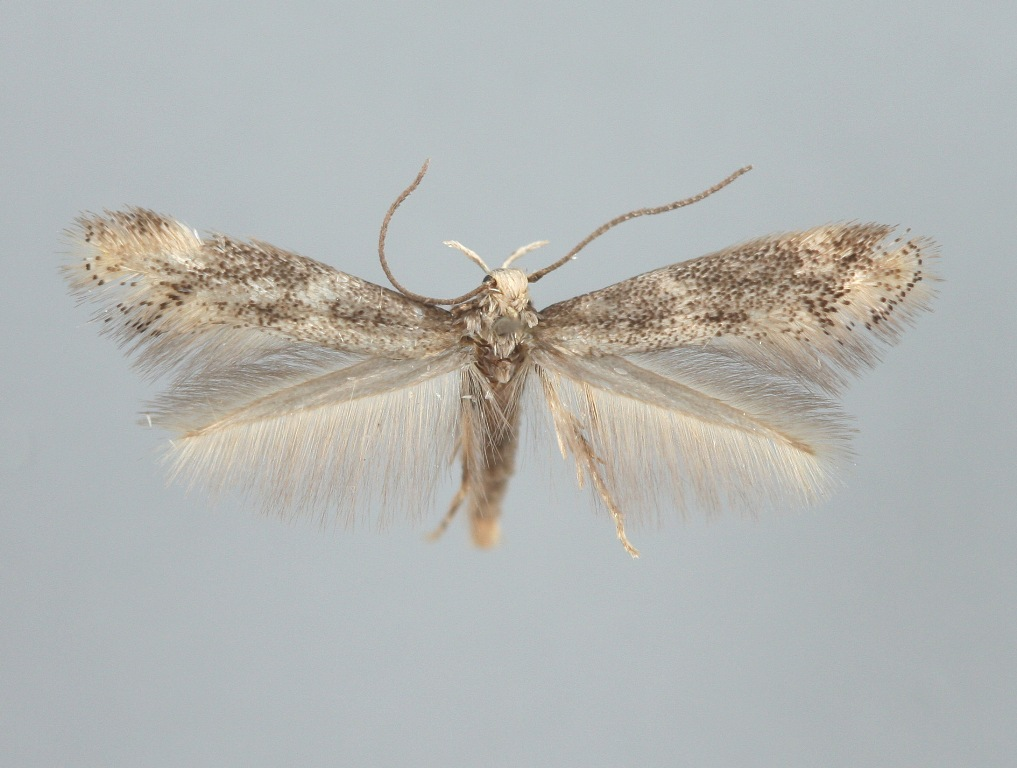
Insamlad imago
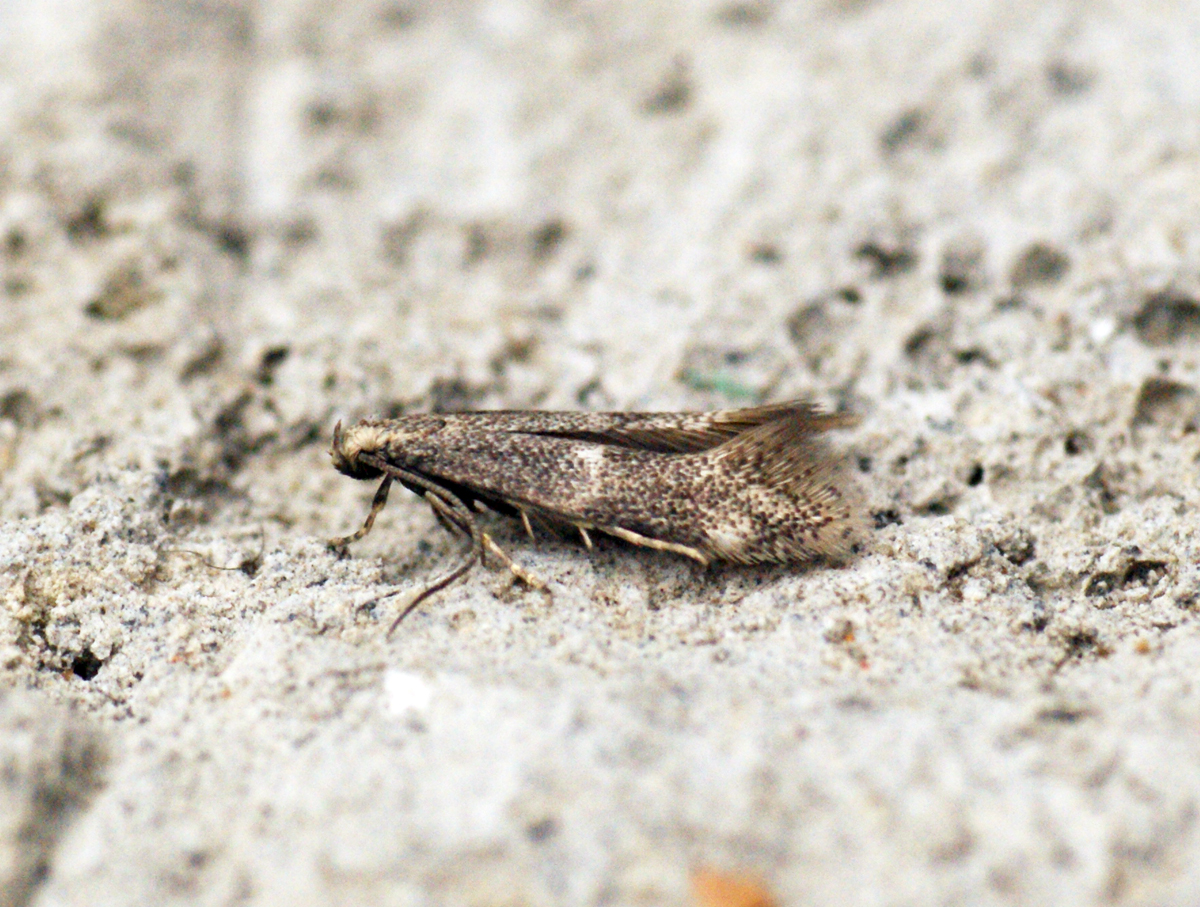
Imago
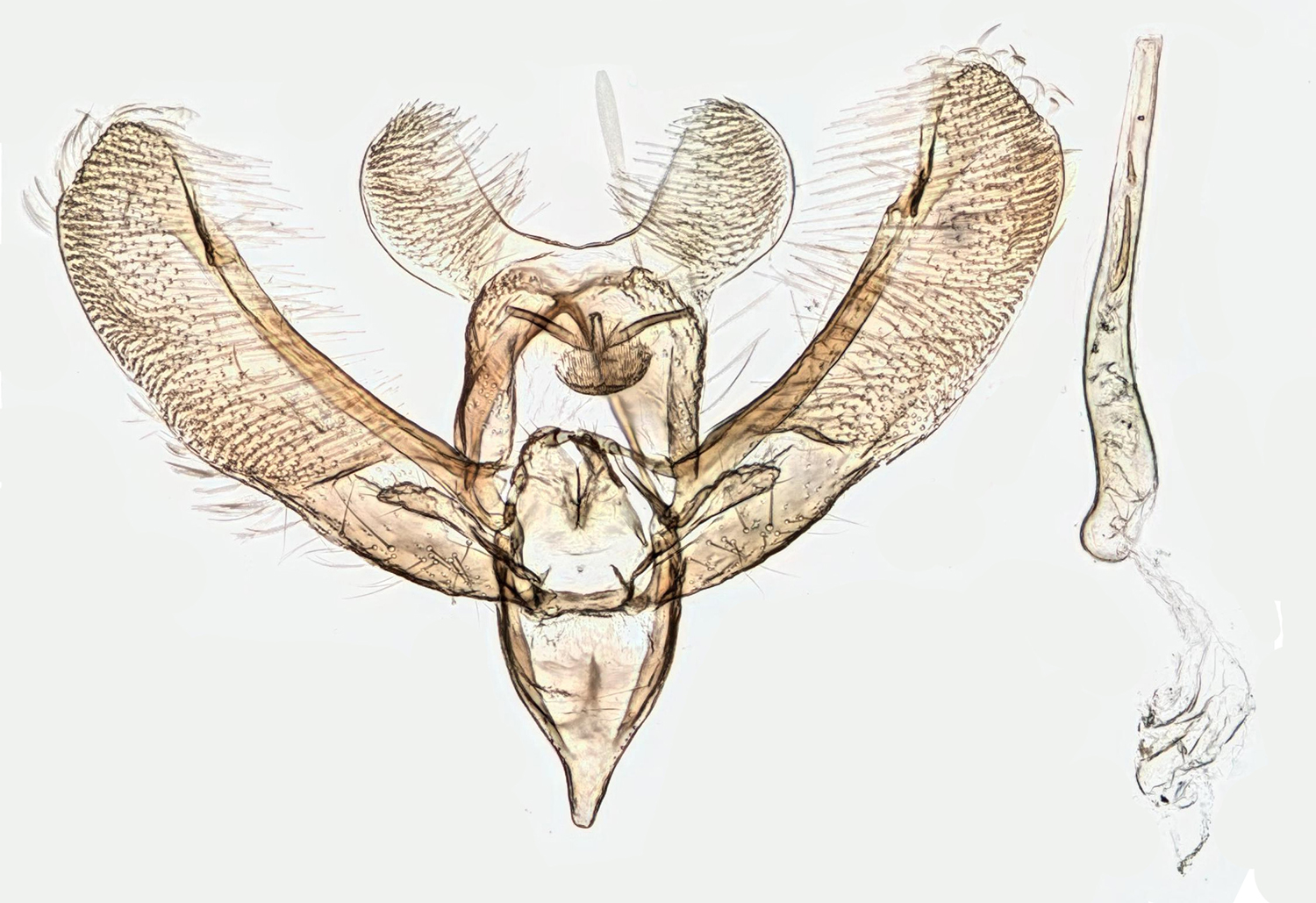
Genitaliepreparat